# Кестен (село)
Вижте пояснителната страница за други значения на Кестен.
Кестен е село в Южна България, област Смолян, община Девин.

## География
Село Кестен се намира в община Девин, област Смолян в Западните Родопи. В близост до него са селата Триград (на 8 км) и Жребово (на 4 км). То е в непосредствена близост до българо-гръцката граница. Отстои на 37 км южно от общинския център – град Девин. Намира се на 1320 м надморска височина. През селото минава река Кестенска, приток на река Въча. Населението на селото наброява около 100 души.

## Релеф и животински свят
Околностите се характеризират с разнообразен релеф, богата растителност, красиви гледки и много природни забележителности. Растителността и животинският свят в района са изключително разнообразни. Срещат се много редки растителни и животински видове. На около 0,5 км от селото се намира резерват „Шабаница“. Целта на създаването му е опазване на вековна буково-смърчова гора на възраст над 200 години, а на отделни смърчови екземпляри и над 350 години. Общата площ на резервата е 22,6 ха с буферна зона от 33 ха. Резерватът включва три насаждения, предимно от иглолистни видове със средна възраст 250 – 300 г., пълнота 0,8 – 1, северозападно до югозападно изложение, разположени върху стръмни терени на 1700 – 1800 м надморска височина. Обитава се от благородния елен и глухара. Село Кестен е разположено в едно от най-красивите кътчета на Родопите. Запазената екосреда, девствената природа, богатството на водни ресурси и природни забележителности определят привлекателността на населеното място и потенциална му за развитие на курортно-туристическа дейност.

## История
През 1872 г. в селото има 50 къщи. От 1878 до 1886 г. то попада в т. нар. Тъмръшка република. През 1920 г. в селото живеят 221 души, през 1946 г. – 375 души, а през 1965 г. – 267 души.
Според Любомир Милетич към 1912 г. населението на село Кестен (по това време Кестенджик, Кьостенджикъ) се състои от помаци. В документ от главното мюфтийство в Истанбул, изброяващ вакъфите в Княжество България, допринасяли в полза на ислямските религиозни, образователни и благотворителни институции в периода 16 век – 1920 г., съставен в периода от 15 септември 1920 до 3 септември 1921 г., като вакъфско село се споменава и Кестен (Köstencik). По време на Междусъюзническата война през 1913 г., след бунт на местните жители, селото е опожарено от рота на 1-ви пехотен софийски полк. По-късно същата година селото отново е опожарено от Българската армия след нов бунт, инспириран от правителството на т. нар. „Гюмюрджинска република“.

## Религии
Населението е съставено от различни групи и общности, основно от българи мюсюлмани-помаци, изповядващи сунитски ислям, и една малка част българи-християни.

## Обществени институции
- Кметски наместник на село Кестен - Албена Гогушева.

## Забележителности
Селото се намира сред прекрасна тревиста и храстова растителност с вечнозелени ели. Природата е екологично чиста и красива, особено през пролетта и лятото. В близост до селото се намират красиви скални образувания и красиви природни забележителности. Релефното разнообразие се изразява в наличието на скални феномени като Съсипаната чука, Фатматски камък и пещерите Кестенска и Форговска дупка. Съсипаната чука е скално образувание, представляващо камъни от един размер, натрупани на едно място, с хиляди кубични метри. Забележителността се намира на около 800 м от селото. Северозападно от селото се намира Кестенска пещера, която не е проучена и благоустроена, но представлява туристическа атракция. Пещера Форгоската дупка е с дължина 600 м и има вътрешна река. Наличието на пещери благоприятства развитието на спелеотуризма в района.

## Личности
- Керим Паша, родопски помак, войвода на една от трите чети, взели участие в Сенклеровото въстание през 1878 г. в Средните Родопи, с което се цели въдворяване на по-добър ред или предизвикване на ревизия на Санстефанския мирен договор от 19 февруари 1878 г. Бивш подофицер от Османската армия.
- Васил Шайков – общественик;

## Традиции и култура
- От 2019 г., в селото е възстановена традицията за отбелязване на обичая "Среде лято", който се чества 90 дни след Гергьовден, през първата седмица на август. Традицията е възстановена от фондация "Астика", която организира фестивала за автентично творчество "На мегдана в село Кестен". По време на фестивала в рамките на два дни се представя обичая "Среде лято"/ "Паяне на китките" с подкрепата на женската певческа група за автентичен фолклор при НЧ "Изгрев 1936" село Триград, вечерта на първия ден се сплитат китките, като се поставят нишани на тях, след което се оставят в менче под звездите. На следващата сутрин се изпълнява ритуала по наричане на китките.  По време на фестивала се изпълняват автентичен родопски фолклор, провеждат се арт- работилници и изложби, прави се курбан за селото, и се провежда екопоход - "горско къпане".
- През 2023 г. фестивалът "На мегдана" в село Кестен се проведе на 5 и 6 август с богата културна програма и автентичен родопски фолклор и обичая "Среде лято". По този повод културната организация "Астика" изготви филм за автентичния фестивал и обичая "Среде лято". Филмът "Среде лято в село Кестен" е (45 мин.) изготвен с подкрепата на Национален фонд култура и достъпен в youtube.
- През 2024 г., фестивалът "На мегдана" в село Кестен се проведе на 2 и 3 август с участието доброволци от "Европейски корпус за солидарност".